# 丸十化成
丸十化成株式会社（まるじゅうかせい）は、かつて存在した日本で初めて修正液を開発・製造・販売した大阪府池田市に本社を置く文具メーカー。。東京（人形町）の支社、名古屋と福岡に営業所が存在したが、後期は東京（浅草橋）と福岡にのみ営業所が存在した。工場は初期には本社にあったが、その後に本社の工場は兵庫に移設された。

## 概要
インドの偉人、マハトマ・ガンディーをモチーフとした「ガンヂー」の登録商標を用いたインキ消しと、日本で初の修正液としてヒット商品となった「ミスノン修正液」が知られる。工場には大型ボールミル等を設置し、粉末をさらに微小に粉砕しながら溶剤と混合し水性・油性インクを製造する技術を持っていた。自社工場で修正液、油性インク、インキ消しを仕込み、ボトルにインクを充填して修正液（ハケタイプ）、修正ペン、ペイントマーカー等を製造していた。
自らの「ガンヂー」・「ミスノン」ブランドの製造・販売だけでなく、OEMも行っていた。国内の主なOEM製品は、ライオン事務機が販売する「ライオンミスノン修正液」、三菱鉛筆が販売する「ペイントマーカー」などである。「ミスノン」はかつて修正液としてネームバリューが高かったため、ライオン事務機の製品にも「ミスノン」がつけられた。自社の修正液には「ガンヂーミスノン」、ライオン事務機のOEM修正液には「ライオンミスノン」とすることでブランド区分した。
自社ブランドで販売する他社製造のOEM製品は、修正テープ「ミスクイ」、指に貼るシールタイプのすべり止め「ペララ」などがあった。
海外へはフランス、中東、東南アジアなどに修正ペン・ペイントマーカーを輸出しており、国内同様に自社ブランドとOEMの両方を展開していた。
ミスノンの好評で、一時は25億2500万円の売上があったが、修正テープが普及して修正液・修正ペンの市場が縮小すると売り上げが落ちた。女性ユーザー向けの修正ペン「プチパル」や、自社技術を用いた開発商品「防カビ目地ペン」などの開発も行われたが、継続的な新商品開発や商品のヒットに結びつかず、2009年2月に事業停止、同年3月に自己破産手続きが行われた。帝国データバンクによると負債総額は額約4億9500万円。
現在は、株式会社カズキ高分子が「ガンヂー」、「ミスノン」などの製品を継承して出荷している。かつての本社（大阪府池田市住吉2丁目14-20）は大阪にある化粧品OEMメーカー三粧化研株式会社の本社となっており、工場（兵庫県神崎郡市川町上瀬加1748）は姫路にある文具を含めた総合的な製品の物流・販売を行う株式会社ワンステップの市川ロジスティクスセンターになっている。

## 商品
- ミスノン修正液 - 国産初の修正液。その後の修正ペンや修正テープに市場を奪われるまでトップブランド。
  - ライオン事務器も同じ「ミスノン」ブランドを使用しており、そちらは現在でも継続して出荷されている。
- ミスクイ - 修正テープ
- ペララ　－シールタイプ修正テープ
- ガンヂーインキ消し - 創業当時から製造されているブランド品。
- マーカー
- ペララ　－すべり止め